# Boris Winogradow (funkcjonariusz OGPU)
Boris Dmitrijewicz Winogradow, ros. Борис Дмитриевич Виноградов (ur. 1903 w Kałudze, zm. 28 sierpnia 1938 w miejscu egzekucji Kommunarka) – funkcjonariusz INO (wywiadu) OGPU i NKWD, wykładowca Instytutu Czerwonej Profesury w Moskwie.
Od 1919 członek Rosyjskiej Partii Komunistycznej (bolszewików). Od 1920 sekretarz gubkoma Komsomołu, zaś od 1921 r. gubkom RKP(b) w Kałudze. W 1924 ukończył studia na wydziale nauk społecznych uniwersytetu w Moskwie, po czym skierowano go do służby w INO OGPU. Od 1925 pod dyplomatycznym przykryciem prowadził działalność wywiadowczą w Wiedniu. Po powrocie do Moskwy został w 1926 został pracownikiem naukowym Instytutu Gospodarstwa i Polityki Światowej. Jednocześnie od 1927  wykładał w Instytucie Czerwonej Profesury. W latach 1930–1935 prowadził działalność wywiadowczą w Berlinie pod przykryciem pełnienia funkcji II, a potem I sekretarza poselstwa dyplomatycznego ZSRR. Z powodu nawiązania romansu z córką ambasadora USA w Niemczech został odwołany do ojczyzny. Od 1937 prowadził z kolei działalność wywiadowczą w Polsce jako I sekretarz ambasady ZSRR. W okresie wielkiego terroru po wezwaniu do Moskwy został 3 lutego 1938 aresztowany przez NKWD pod zarzutem szpiegostwa. 28 sierpnia 1938 Kolegium Wojskowe Sądu Najwyższego ZSRR skazało go na karę śmierci. Wyrok wykonano w miejscu egzekucji Kommunarka pod Moskwą, ciało pochowano anonimowo. 
Zrehabilitowany 4 sierpnia 1956 postanowieniem Kolegium Wojskowego SN ZSRR.